# ماسایوکی تاکاگی
ماسایوکی تاکاگی (انگلیسی: Masayuki Takagi; ۱ ژانویهٔ ۱۹۰۶ – ۱ ژانویهٔ ۱۹۷۸) تهیه‌کننده فیلم اهل ژاپن بود.